# Вениамин
Вениамин (на иврит: בִּנְיָמִין, Binyāmîn,на арабски:بنيامين,Ben_yamin бук:Син на дясната страна или Син на юга”на гръцки:Βενιαμίν) е последно роденото от тринадесетте деца на Яков (12 сина и 1 дъщеря) и втори и последен син на Рахил в еврейската, християнската и ислямската традиция. Той става родоначалник на Вениаминовото коляно, едно от дванайсетте израилски племена. В еврейската Библияза разлика от първия син на Рахил, Йосиф, Вениамин е роден в Ханаан.
В Самарянското Петокнижие името на Вениамин се появява като „Биняамем“ (на иврит: בנימים, „Син на дните ми“). В Корана Вениамин е посочен като праведно малко дете, което е останало с Яков, когато по-големите братя заговорничат срещу Йосиф. По-късните равински традиции го наричат един от четиримата древни израилтяни, умрели без грях.
Според еврейската Библия името на Вениамин е възникнало, когато Яков умишлено е сменил името "Бенони (Битие 31 – 17:18)”. Първоначалното име на Вениамин тъй като Бенони е намек за смъртта на Рахил веднага след като е родила, тъй като това означава „син на моята болка“.
Според (Битие 46:21) имал десет сина: Бела, Бехер, Ашбел, Гера, Нееман, Ехи, Рош, Мупим, Хупим и Ард. Името на съпругата / съпругите му не е дадено, но Книгата на юбилеите нарича жена му Иджасака и Книгата на Яшер споменава две съпруги, Мехалия, дъщеря на Арам и Арибат, дъщеря на Шомрон. Класическата равинска традиция добавя, че името на всеки син почита Йосиф:
- Бела (означава лястовица), във връзка с изчезването на Йосиф (поглъщане)
- Бехер (което означава първороден), по отношение на Йосиф, който е първото дете на Рейчъл
- Ашбел (което означава залавяне), по отношение на Йосиф, който е претърпял плен
- Гера (означава зърно), по отношение на Йосиф, живеещ в чужда земя (Египет)
- Нееман (означава благодат), по отношение на Йосиф с изящна реч
- Ехи (имайки предвид брат ми), по отношение на Йосиф, който е единственият пълноправен брат на Вениамин (за разлика от полубратята)
- Рош (което означава старши), по отношение на Йосиф, който е по-възрастен от Вениамин
- Мупим (което означава двойна уста), по отношение на Йосиф, който предава това, което е бил научен от Яков
- Хупим (което означава брачни сенници), по отношение на Йосиф, който се жени в Египет, докато Вениамин не е бил там
- Ард (което означава скитник / беглец), по отношение на Йосиф като роза

Съществува несъответствие между списъка, даден в Битие 46, и този в Числа 26: 38 – 41, където са изброени синовете на Вениамин заедно с племената, на които са родоначалници.
- Бела, родоначалник на белаите, е и в двата списъка
- Ашбел, родоначалник на ашбелитите, е и в двата списъка
- Ахирам, родоначалник на Ахирамитите, се появява в този списък, но не е първият
- Шухам, родоначалник на Шуфамитите, съответства на Мупим от първия списък
- Хуфам, родоначалник на Хуфамитите, отговаря на Хупим от първия списък

Бехер, Гера, Ехи и Рош са пропуснати от втория списък. Ард и Нееман, които са синове на Вениамин според Числа 26, са изброени като синове на Бела и са родоначалници съответно на ардитите и наамитите.

## Ислям
Въпреки че не е посочен в Корана, Вениамин е посочен като праведният най-малък син на Яков в разказа на Йосиф в ислямската традиция. Отделно от това обаче ислямската традиция не дава много подробности относно живота на Вениамин и го отнася като роден от съпругата на Яков Рахил, като и с еврейската традиция, тя също така свързва връзка между имената на децата на Вениамин и Йосиф.